# Les Cassés

Les Cassés este o comună în departamentul Aude din sudul Franței. În 1 ianuarie 2022 avea o populație de 317 de locuitori.